# Marie Anne Simonis
Pour les articles homonymes, voir Simonis.
Marie-Anne Simonis, née le 17 janvier 1758 à Verviers et morte le 21 novembre 1831 au château d'Hodbomont, connue comme La Grande Madame, est une femme d'affaires belge dans le secteur de l'industrie textile. 
Elle a joué un rôle important dans l'industrialisation de ce qui est la Belgique actuelle. Avec son frère, Iwan Simonis (nl), elle a introduit la mécanisation dans l'industrie textile du territoire en adoptant les inventions britanniques de l'industrie textile, comme la Mule-jenny.

## Biographie

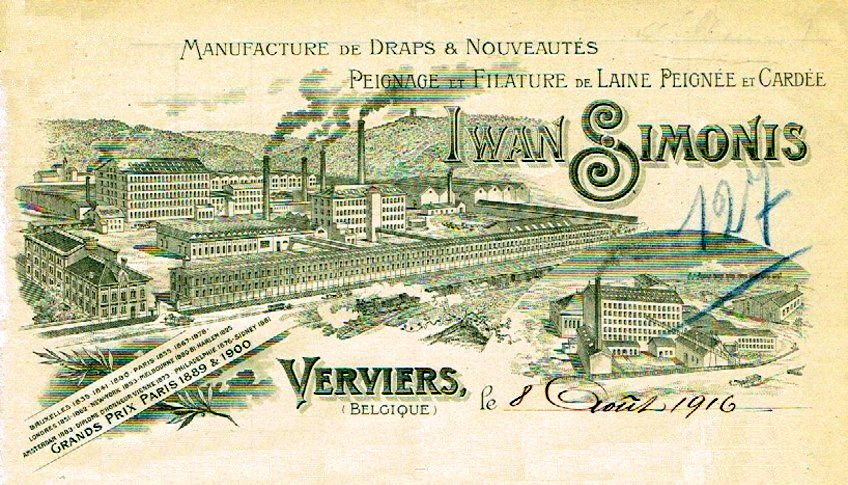
Filature Iwan Simonis à Verviers.

Marie-Anne Simonis est née à Verviers le 17 janvier 1758. Le 11 décembre 1777, elle épouse l'industriel Jean-François de Biolley (1755-1822), chef de l'entreprise Biolley. En raison de l'état de santé de ce dernier, elle prend le contrôle de la compagnie.
Alors qu'elle accueille des réfugiés français après le déclenchement de la Révolution française, elle devient réfugiée elle-même en 1795 avec l'invasion française de Liège, d'abord en Brunswick et, plus tard, à Hambourg. De retour à Verviers, lorsque les choses se sont calmées, elle s'associe étroitement avec William Cockerill, qui produit des machines pour l'usine de son mari.
Elle est concernée par les conditions de travail de ses ouvriers et elle a fondé des écoles et des hôpitaux pour les pauvres. 
Elle est morte au château d'Hodbomont, dans la commune de Theux, le 21 novembre 1831.